# Fritz Zängl

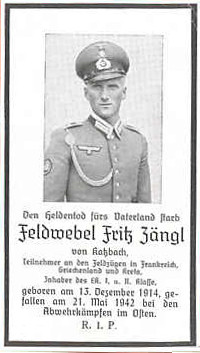
Fritz Zängl

Fritz Zängl (* 13. Dezember 1914 in Katzbach, einem heutigen Stadtteil von Cham; † 21. Mai 1942 bei Smerdyna/Polen) war ein deutscher Skisportler und Unteroffizier, zuletzt im Dienstgrad eines Feldwebels.

## Leben
Zängl war Mitglied des ASV Cham. Er diente im Gebirgsjäger-Regiment 100 in Bad Reichenhall und nahm im Dienstgrad Oberjäger an den Nordischen Skiweltmeisterschaften 1939 als Teilnehmer der deutschen Mannschaft im Mannschaftswettbewerb Militärpatrouillenlauf teil, die in Zakopane den Weltmeistertitel holte.
Als Soldat nahm er während des Zweiten Weltkriegs an den Feldzügen gegen Frankreich, Griechenland, Kreta und zuletzt gegen Russland teil. Er wurde mit dem Eisernen Kreuz II und I Klasse ausgezeichnet.
Aufgrund der sportlichen Leistungen Zängls, der neben Hans Beer zu den bedeutendsten Vereinsmitgliedern zählte, trägt der ASV Cham seit einigen Jahren den Fritz-Zängl-Gedächtnislauf aus.